# Barnahallia Lough SAC
Barnahallia Lough SAC este o arie protejată (arie specială de conservare — SAC, sit de importanță comunitară — SCI) din Irlanda întinsă pe o suprafață de 43,86 ha, integral pe uscat.

## Localizare
Centrul sitului Barnahallia Lough SAC este situat la coordonatele 53°31′59″N 10°07′15″W / 53.533114°N 10.120961°V.

## Înființare
Situl Barnahallia Lough SAC a fost declarat sit de importanță comunitară în august 1997 pentru a proteja 1 specie de plante. Situl a fost protejat și ca arie specială de conservare în mai 2016.

## Biodiversitate
Situată în ecoregiunea atlantică, aria protejată conține 3 habitate naturale: Ape oligotrofe din câmpii nisipoase, cu un conținut foarte redus de minerale (Littorelletalia uniflorae), Ape stătătoare oligotrofe până la mezotrofe, cu vegetație de Littorelletea uniflorae și/sau de Isoëto-Nanojuncetea, Turbării de acoperire (* exclusiv pentru turbării active).
La baza desemnării sitului se află o specie protejată de  plante: Najas flexilis.